# 清寧天皇
清寧天皇（日语：／ Seinei Tennō），日本第22代天皇，清寧天皇元年1月15日至清寧天皇5年1月16日在位。他在《日本書紀》中被稱作白髮武廣國押稚日本根子，在《古事記》中則名為白髮大倭根子命。

## 傳說與歷史
雄略天皇的第三皇子。母、葛城韓媛（かつらぎのからひめ）。
據說從出生來便是白髮，父親雄略天皇感到神奇便立作為皇太子。
雄略天皇駕崩後，妾吉備稚媛教其幼子星川皇子先取大藏之官，意欲登天皇之位。長子磐城皇子聽聞母夫人教其幼弟立即阻止，但是星川皇子不聽，隨母之意，遂取大藏官，鎖閉外門，式備於難，權勢自由，費用官物。
於是大伴室屋大連言於東漢掬直從遺詔，奉皇太子，乃發軍勢，圍繞大藏。自外拒閉，縱火燒殺。當時，吉備稚媛、磐城皇子、異父兄兄君城丘前來隨星川王子而被燒殺。
白髮王子遂即位，是為清寧天皇。